# Лима, Маурисио (фотограф)
Маури́сио Ли́ма (порт. Maurício Lima; род. 1975, Сан-Пауло) — бразильский фотодокументалист. Лауреат Пулитцеровской премии за новостную фотографию 2016 года.

## Биография
Маурисио Лима родился в 1975 году в Сан-Паулу, Бразилия.
Окончил Католический университет в Рио со степенью в области коммуникаций со специализацией в истории искусства и фотографии.
В 1999 году начал работать стажером фотографа в местной спортивной газете в Сан-Паулу, а затем был приглашен штатным сотрудником в Агентство Франс Пресс, в котором проработал до начала 2011 года.

## Награды
Финалист Пулитцеровской премии 2015 года за освещение конфликта на востоке Украины. Фотография, которую он сделал в Донецке, спасла жизнь Ирине Довгань. Избран Фотографом года 2015 года по версии журнала Pictures of the Year Latin America POY Latam, а также победитель Frontline Club London Awards 2015 за документальное подтверждение кризиса с сирийскими беженцами в Европе, Маурисио Лима был избран журналом Time Magazine фотографом для международных агентств в 2010 году. Он был первым бразильцем, выбранным для участия в мастер-классе Joop Swart (2005), престижном семинаре для талантливых фотографов до 30 лет, организованном World Press Photo в Амстердаме, в дополнение к единственному бразильцу, получившему самую важную награду в области фотографии в Латинской Америке, предоставленную Fundación Nuevo Periodismo Iberoamericano Gabriel Garcia Márquez (Мексика, 2004).
Среди его наград — Международные фотографии года (США, 2004, 2011 и 2014 гг.), Festival du Scoop et du Journalisme d’Angers (Франция, 2003 г.), фотография года ЮНИСЕФ (Германия, 2005 г.), Prix Bayeux — Calvados of Correspondent de Guerre (Франция, 2006), PDN Photo Annual (США, 2013 и 2014), один из фотографов года по версии NPPA Best of Photojournalism (США, 2012), Pictures of the Year Latin America (2011 и 2013) и Китайский международный конкурс фотожурналистики (Китай, 2014 и 2015 гг.).